# Chromis analis
Chromis analis är en fiskart som först beskrevs av Cuvier, 1830.  Chromis analis ingår i släktet Chromis och familjen Pomacentridae. Inga underarter finns listade i Catalogue of Life.